# Шобер, Матиас
Ма́тиас Шо́бер (нем. Mathias Schober; 8 апреля 1976, Марль, ФРГ) — немецкий футболист, вратарь.

## Карьера
В 1990 году перебрался из школ своего города в футбольную академию «Шальке 04». В 1994 году попал в заявку на новый сезон, хоть и несыграл в нём ни одного матча. Дебютировал в бундеслиге 25 мая 1997 года в 33-м туре матчем против «Фрайбурга», закончившимся поражением горняков со счётом 0:2. Матиас на 76-й минуте заменил основного голкипера Йенса Леманна, получившего травму. Сухим остаться не успел: на 89-й минуте мяч в его ворота забил Оливер Фройнд. Заиграть с первого раза в «Шальке» не сумел, ушедшего в 1998 году в «Милан» Леманна, заменил второй вратарь команды Оливер Рек. В 2001 году отправился в аренду в «Гамбург» и, хотя провёл там всего лишь три матча, понял что ему нужно что-то менять.
Перед сезоном 2001/02 он перешёл в «Ганзу» из Ростока. Дебютировал в составе ростокцев 21 августа 2001 года против своей бывшей команды. Дебют получился неудачным: «Шальке» обыграл «Ганзу» со счётом 3:1. В этом клубе Матиас смог закрепиться сразу и провёл шесть полных сезонов, что в общем числе составило 191 матч.
Перед сезоном 2007/08 Матиас решил вернуться в «Шальке» и подписал четырёхлетний контракт. Второе пришествие в команду тоже не стало знаменательным: на текущий момент он провёл за гельзенкирхенцев всего четыре матча. В 2011 году продлил свой контракт ещё на один год.

## Статистика выступлений
| Сезон   | Команда   | Лига              | Матчи | Голы |
| ------- | --------- | ----------------- | ----- | ---- |
| 1994/95 | Шальке 04 | Бундеслига        | 0     | 0    |
| 1995/96 | Шальке 04 | Бундеслига        | 0     | 0    |
| 1996/97 | Шальке 04 | Бундеслига        | 1     | −1   |
| 1997/98 | Шальке 04 | Бундеслига        | 0     | 0    |
| 1998/99 | Шальке 04 | Бундеслига        | 14    | −?   |
| 1999/00 | Шальке 04 | Бундеслига        | 10    | −?   |
| 2000/01 | Гамбург   | Бундеслига        | 3     | −?   |
| 2001/02 | Ганза     | Бундеслига        | 22    | −?   |
| 2002/03 | Ганза     | Бундеслига        | 34    | −?   |
| 2003/04 | Ганза     | Бундеслига        | 33    | −?   |
| 2004/05 | Ганза     | Бундеслига        | 34    | −?   |
| 2005/06 | Ганза     | Вторая Бундеслига | 34    | −?   |
| 2006/07 | Ганза     | Вторая Бундеслига | 34    | −?   |
| 2007/08 | Шальке 04 | Бундеслига        | 0     | 0    |
| 2008/09 | Шальке 04 | Бундеслига        | 4     | −?   |
| 2009/10 | Шальке 04 | Бундеслига        | 0     | 0    |
| 2010/11 | Шальке 04 | Бундеслига        | 4     | −?   |
| 2011/12 | Шальке 04 | Бундеслига        | 0     | 0    |

## Достижения
- Обладатель Кубка УЕФА: 1997
- Серебряный призёр чемпионата Германии: 2009/10
- Бронзовый призёр чемпионата Германии: 1995/96, 2007/08